# Rage & The Machine
Rage & The Machine è l'ottavo album del rapper statunitense Joe Budden, pubblicato nel 2016 da Empire e Mood Muzik.
| Recensione | Giudizio |
| ---------- | -------- |
| AllMusic   | [ 1 ]    |
| HipHopDX   | [ 2 ]    |
| Pitchfork  | [ 3 ]    |

## Tracce
araabMUZIK è il produttore di tutte le tracce.
1. Three – 4:28
2. Uncle Joe – 3:05
3. Serious (featuring Joell Ortiz) – 2:38
4. By Law (featuring Jazzy) – 3:55
5. Flex (featuring Tory Lanez & Fabolous) – 4:11
6. Forget – 1:31
7. I Gotta Ask – 2:55
8. Time for Work (featuring Emanny) – 3:25
9. Wrong One – 3:28
10. I Wanna Know (featuring Stacy Barthe) – 5:54
11. Idols – 6:11

## Classifiche settimanali
| Classifica (2016)         | Posizione massima |
| ------------------------- | ----------------- |
| Stati Uniti               | 40                |
| US Digital Albums         | 12                |
| US Independent Albums     | 1                 |
| US Top Rap Albums         | 2                 |
| US Top R&B/Hip-Hop Albums | 1                 |